# Nick Hamilton
Joseph Nicholas Patrick Hamilton (* 9. November 1959 in Lakeland, Florida) ist ein US-amerikanischer Pro-Wrestler, der jetzt als  Ringrichter im Pro-Wrestling tätig ist. Er ist der Sohn des Wrestlers Jody „The Assassin“ Hamilton und ist besser bekannt unter seinem Ringnamen Nick Patrick.
Nach Mitte der 1990ern gehörte Hamilton zu den bekannteren Ringrichtern, der bei Fans und Akteuren umstritten war. So wurde er als parteiischer Ringrichter der WCW und später als eigener Ringrichter des Wrestlingstables New World Order (nWo) dargestellt. Vor allem in der nWo-Zeit war Hamilton mehrmals wöchentlich auf Fernsehkanälen der USA und Europas präsent.

## Karriere

### 1979/80–1996
Hamiltons Start als Pro-Wrestler wird heute widersprüchlich angegeben. So werden in den deutschsprachigen Wrestling-Datenbanken „Genickbruch“ und „Cagematch“ die Jahreszahlen 1979 und 1980 angegeben.
Hamilton trat in der Anfangszeit in kleineren, unabhängigen Ligen an, die im Rahmen der National Wrestling Alliance veranstalteten. Später begann er in der NWA aufgrund  einer erlittenen Nackenverletzung als Ringrichter zu arbeiten. So brachte er es im Laufe der Zeit vom regionalen zum Chefringrichter der WCW.

### 1996–1997
Hamilton war in den Jahren 1996 und 1997 in jener Storyline eingebunden, welche die WCW zur marktführenden Promotion verholfen hat. Dazu wurde er nach der Veranstaltung „Bash at the Beach 1996“ beim Aufbau des Stables New World Order beteiligt.
Hamilton wurde von World Championship Wrestling als parteiischer Ringrichter dargestellt. So verhalf er beispielsweise bei „Road Wild 1996“ Scott Hall und Kevin Nash im Match gegen Sting und Lex Luger durch einen schnell durchgeführten Three-Count zu deren Sieg.
Im Zuge der ausgearbeiteten Storyline griff Hamilton als Ringrichter der WCW immer öfter in das Matchgeschehen ein und verhalf diversen nWo-Wrestlern durch Fehlentscheide zum Sieg. Andere Male täuschte er Genickschmerzen vor und zählte den Three-Count nur langsam oder gar nicht durch, so beispielsweise beim „Halloween Havoc 1996“, als er WCW-Wrestler Randy Savage um den WCW World Heavyweight Title gegen nWo-Anführer Hollywood Hogan brachte.
Kurz bevor Hamilton offiziell als nWo-Mitglied dargestellt wurde, leitete er – nebst seinen Auftritten als parteiischer WCW-Ringrichter – anonym und maskiert als „namenloses nWo-Mitglied“ einige Matches in der WCW.
1997 wurde Hamilton dann offiziell von Seiten der WCW als nWo-Ringrichter eingesetzt. Damit wurde er längerfristig in die ausgearbeitete Storyline eingebunden. Bei „Soulet Out 1997“ leitete er jedes Match des Abends.
Bei der Show „Spring Stampede 1997“ wurde Hamilton aus der Storyline gestrichen. So stellte er sich nach einem Match zwischen Kevin Nash (nWo) und Rick Steiner (WCW) auf die Seite der WCW.

### 1997–2001
In dieser Zeit war Hamilton wieder ausschließlich für die WCW tätig. Doch sein Ruf, parteiisch zu sein, blieb noch lange Zeit an ihm haften. So beispielsweise bei „Starrcade 1997“, als Bret Hart nach dem Sieg Hollywood Hogans eine Wiederaufnahme des Matches forderte. Hart war der Ansicht, Hamilton habe den Three-Count zu schnell durchgeführt und so Sting um den Sieg gebracht. Der WCW World Heavyweight Title wurde für vakant erklärt und Hamilton beurlaubt. Hamilton wurde erst wieder beim „Superbrawl 1998“ aktiviert und durfte im Re-Match zwischen Hogan und Sting als Ersatzringrichter Letzterem den Sieg zusprechen, diesmal nach einem unbestrittenen Three-Count.

### 2001–2008
Als World Championship Wrestling 2001 durch die damalige World Wrestling Federation aufgekauft wurde, durfte Hamilton seine Rolle als parteiischer Ringrichter wieder aufnehmen. So entschied er bei Matches der WWF-Wrestler gegen ihre Kontrahenten aus der WCW ausschließlich zu Gunsten der Letzteren. Das WWF Board of Directors setzte schließlich ein Match an, in welchem Hamilton gegen den WWF-Chefringrichter Earl Hebner antreten musste. Dieses fand bei „WWF Invasion“ statt und Hamilton verlor dieses. Anschließend wurde Hamilton als Ringrichter bei Smackdown eingesetzt. Dort stieg er bis zum Chefringrichter auf und war als solcher bis 2008 tätig.